# والتر کیبر
والتر کیبر (انگلیسی: Walter Kieber؛ ۲۰ فوریهٔ ۱۹۳۱ – ۲۱ ژوئن ۲۰۱۴) حقوقدان، و سیاستمدار اهل لیختن‌اشتاین بود. او از مارس ۱۹۷۴ تا آوریل ۱۹۷۸ نخست‌وزیر لیختن‌اشتاین بود.